# Holland Életrajzi Portál

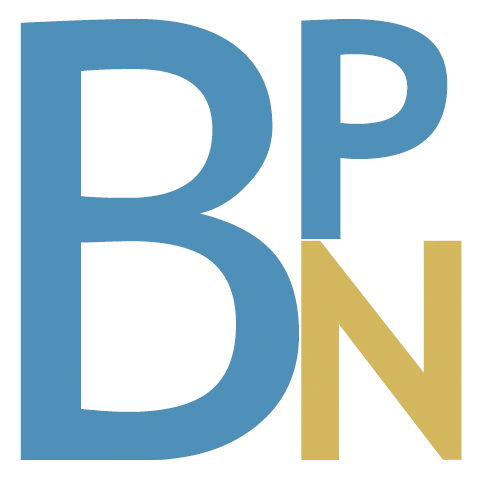
A Holland Életrajzi Portál logója

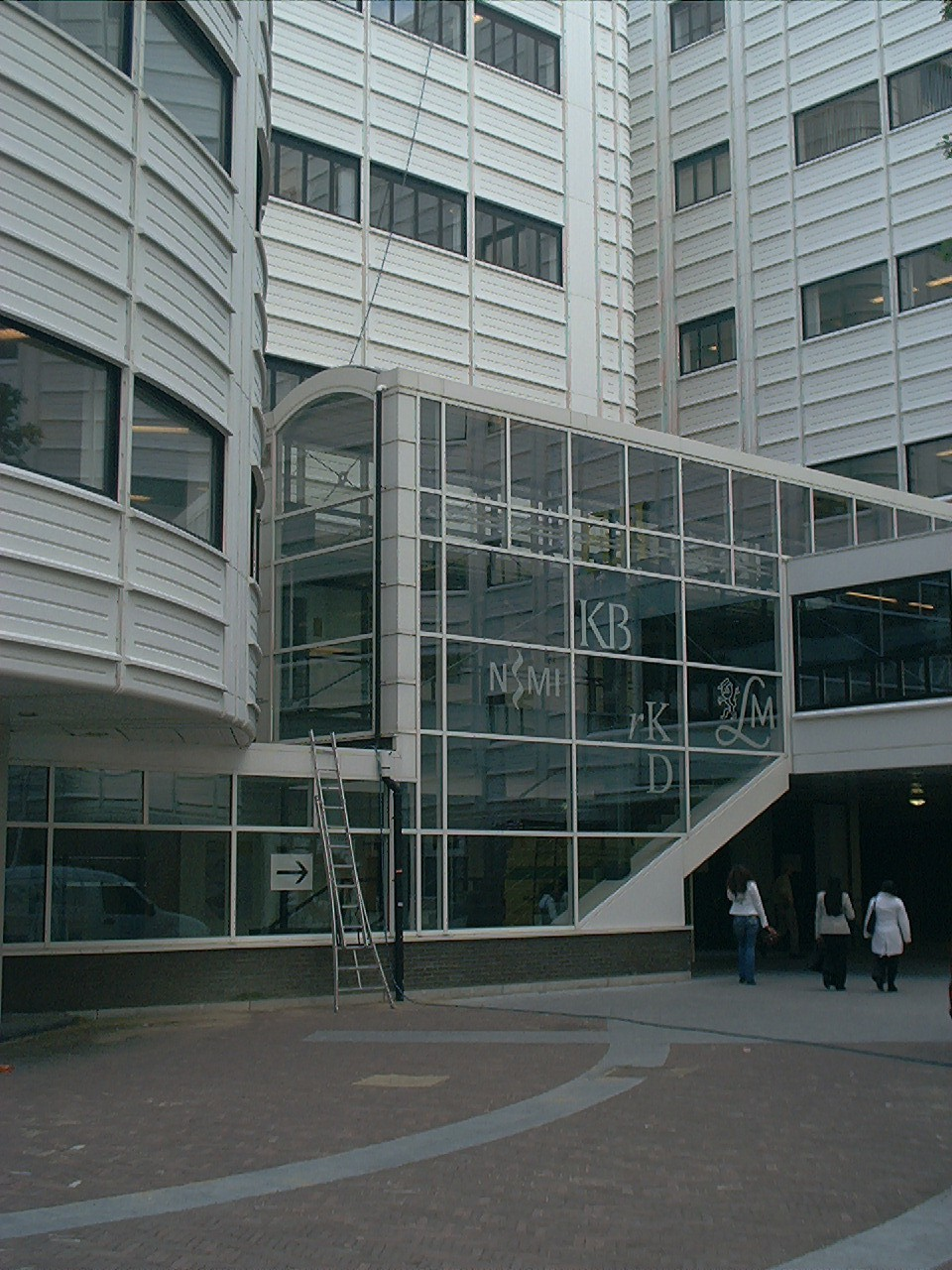
A Huygens Intézet a Nemzeti Levéltárral, a Holland Művészettörténeti Intézettel, a Holland Irodalmi Múzeummal, a Holland Zeneintézettel és a Holland Királyi Nemzeti Könyvtárral közös épületben működik

A Holland Életrajzi Portál (hivatalos nevén: Biografisch Portaal) egy, a hágai Huygens Intézet által létrehozott kezdeményezés, amely a hollandiai életrajzi szövegek jobb elérhetőségét tűzte ki céljául.

## Története
A projekt 2010 februárjában indult mintegy 40 000 digitalizált életrajzi kiadvánnyal, hogy digitális hozzáférést biztosítsanak olyan megbízható forrásokhoz, amelyek a történelem kezdetétől a modern időkig tartó időintervallumban élt hollandiai személyekről szólnak.
A hollandiai személyek kategóriájába a Holland Királyság korábbi gyarmatairól és az anyaországból származók egyaránt beletartoznak. Ezek mellett a csak elhunyt személyeket bemutató portálon Hollandiában és annak kolóniáin tevékenykedő más nemzetiségűek is megjelennek. A portál a szöveg-kódolási kezdeményezésen (Text Encoding Initiative) alapuló rendszert használ, és egy webes felületen szabadon hozzáférhető.
A kezdeményezésben tíz holland tudományos és kulturális szervezet működik együtt, amit a Huygens Intézet koordinál. Ezek a szervezetek a következőek:
- Életrajzi Intézet (Biografie Instituut)
- Központi Genealógiai Iroda (Centraal Bureau voor Genealogie, CBG)
- Digitális Holland Irodalmi Könyvtár (Digitale Bibliotheek voor de Nederlandse Letteren, DBNL)
- Adatok Archiválása és Hálózati Szolgáltatások (Data Archiving and Networked Services, DANS)
- Nemzetközi Társadalomtörténeti Intézet (International Institute of Social History, IISG)
- Történelmi és Kulturális Kutatócentrum (Onderzoekscentrum voor Geschiedenis en Cultuur, OGC)
- Parlamentáris Dokumentációs Központ (Parlementair Documentatie Centrum, PDC)
- Holland Művészettörténeti Intézet (RKD – Nederlands Instituut voor Kunstgeschiedenis, RKD)

A futó digitalizációs projektek mellett holland, eredetileg könyv formában kiadott szótárakat is digitalizáltak és ezek a portálon elérhetőek:
- Abraham van der Aa munkája, a Biographisch Woordenboek der Nederlanden
- Hollandia Életrajzi Szótára (Biografisch Woordenboek van Nederland)
- Új Hollandiai Életrajzi Szótár (Nieuw Nederlandsch Biografisch Woordenboek)
- Johan Engelbert Elias munkája az amszterdami elöljárókról (Vroedschap van Amsterdam)
- Barend Glasius munkája, a Godgeleerd Nederland
- Roeland van Eynden és Adriaan van der Willigen Geschiedenis der vaderlandsche schilderkunst (A hazafias festészet története) című műve
- Jan van Gool műve, a Nieuwe Schouburg
- Jacob Campo Weyerman munkája a holland festőkről és festőnőkről (De levens-beschryvingen der Nederlandsche konst-schilders en konst-schilderessen)[4]
- A Hollandiai protestantizmus történetének biográfiai lexikonja (Biografisch lexicon voor de geschiedenis van het Nederlands protestantisme)

2012 novemberében a portálon több mint 80 000 személyről több mint 125 000 életrajzi leírás található. 2012 februárjában egy új kezdeményezés indult útjára, a „BiographyNed”, amely az életrajzi portál segítségével kapcsol össze biográfiákat térben és időben.